# Ferran Albert I de Brunsvic-Lüneburg
Ferran Albert I de Brunsvic-Lüneburg (Brunsvic, Alemanya, 22 de maig de 1636 - Bevern, 25 d'abril de 1687) era fill del duc August II de Brunsvic-Luneburg (1579-1666) i d'Elisabet Sofia de Mecklenburg-Güstrow (1613-1676).
En morir el seu pare, el 1666, amb els seus germans Rodolf August (1627-1704) i Antoni Ulric (1633-1714) van decidir portar conjuntament el ducat de Wolfenbüttel, i Ferran Albert es va quedar el palau de Bevern. Era tingut per una persona excèntrica i va dedicar-se a l'adquisició de nombroses obres d'art que més tard passarien a formar part de l'Herzog Anton Ulrich Museum.

## Matrimoni i fills
El 25 de novembre de 1667 es va casar a Eschwege amb Cristina Guillema de Hessen-Eschwege (1648-1702), filla de Frederic de Hessen Eschwege (1617-1655) i d'Elionor Caterina de Zweibrücken (1626-1692). El matrimoni va tenir nou fills, sis dels quals arribaren a l'edat adulta: 
- Leopold Carles, bascut i mort el 1670.
- Frederic Albert (1672-1673)
- Sofia Elionor (1674-1711)
- Clàudia Elionor (1675-1676)
- August Ferran (1677-1704)
- Ferran Albert II (1680-1735), casat amb la seva cosina Antonieta Amàlia de Brunsvic-Lüneburg (1696-1762).
- Ernest Ferran (1682-1746), casat amb Elionor Carlota de Curlàndia (1686-1748).
- Ferran Cristià (1682-1706)
- Enric Ferran (1684-1706)